# Vincenzo Borghini
Vincenzo Borghini (29 de octubre de 1515-15 de agosto de 1580) fue un monje, filólogo y coleccionista de arte italiano.

## Biografía
Santino Borghini nació en Florencia en 1515 : era de una familia ilustre, y adoptó la regla de san Benito en la congregación de Monte Casino, y profesó en Florencia en el monasterio de nuestra Señora, en 29 de junio de 1532; Cosme I, gran duque de Toscana, le nombró presidente de la Academia de Florencia, y fue también uno de los revisores nombrados para corregir el Decamerón de Boccaccio, según lo ordenado por la Sagrada Congregación del Índice, y ejecutado en la edición de Florencia de 1573, en 8. Su obra más conocida y con la cual se adquirió más aplauso, es la titulada: Discursos históricos de M. Vicente Borghini, impresa en Florencia, 1584 y 1585, en dos tomos en 4, y reimpresa después en la misma ciudad, con notas. En ella trata del origen de la ciudad de Florencia, y de muchos puntos interesantes de su historia, de sus familias, de sus monedas, etc. Borghini murió en 1580, después de haber reusado por humildad el arzobispado de Pisa, que le ofreció Francisco I algún tiempo antes de su muerte.